# Agnes de Salm-Salm
Agnes de (zu) Salm-Salm , née le 25 décembre 1844 à Saint-Armand Ouest du comté de Missisquoi  au Canada et morte le 21 décembre 1912 à Karlsruhe en Allemagne, est l'épouse du prince Felix zu Salm-Salm, un mercenaire prussien aux côtés duquel elle a joué un rôle dans la Guerre de Sécession, puis lors de la guerre civile mexicaine entre le président Benito Juárez et l'empereur Maximilien Ier du Mexique, et enfin lors de la guerre franco-prussienne.

## Famille et enfance
Elle est née Agnes Elisabeth Winona Leclerc Joy à Saint-Armand Ouest du comté de Missisquoi,  au Canada, d'une mère Abénaquise. Elle était décrite comme volontaire, petite et délicate.  

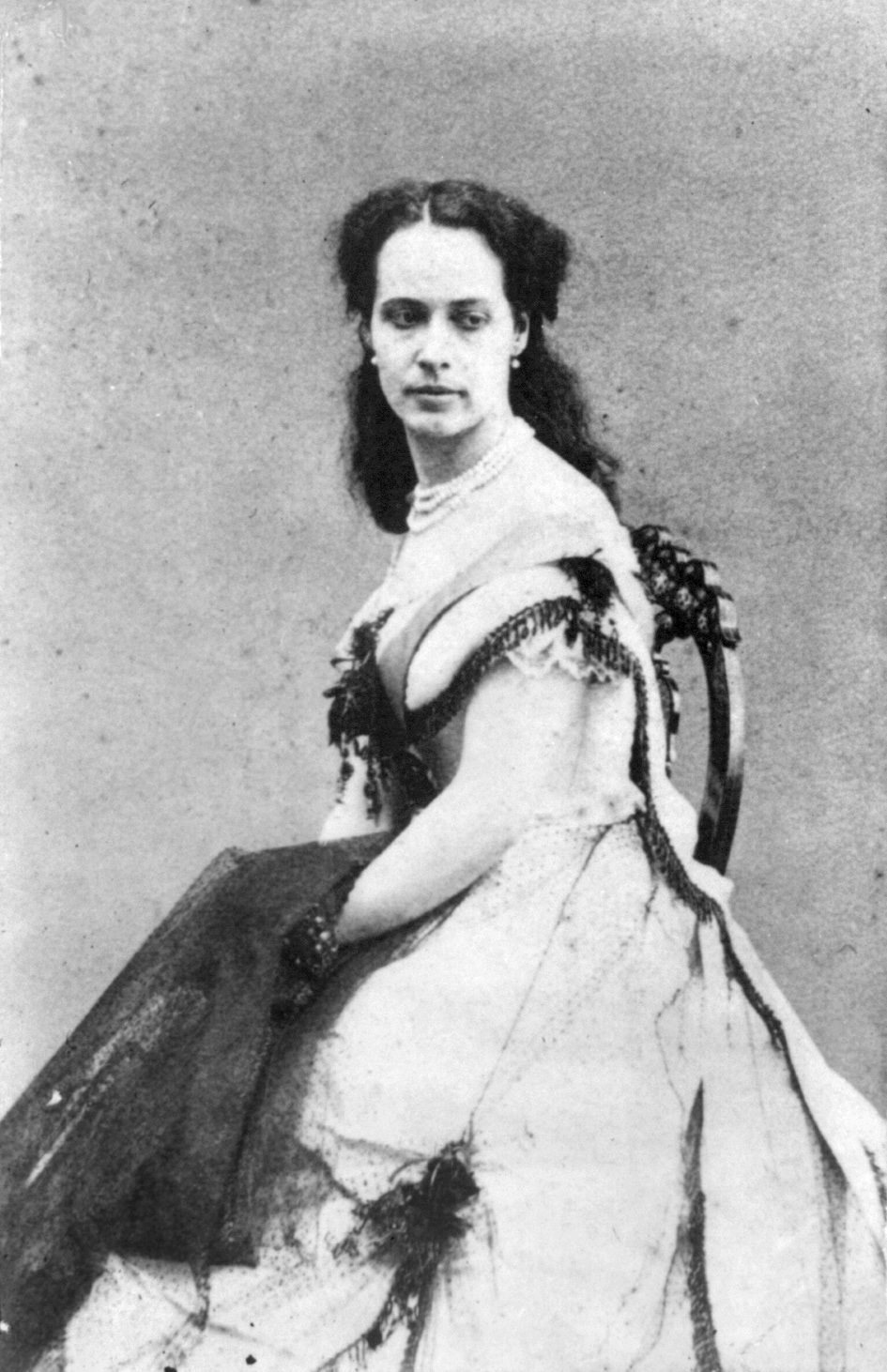
Agnes, princesse zu Salm Salm, pendant la guerre de Sécession.

On sait peu de choses sur la jeunesse d'Agnès zu Salm-Salm. De nombreux universitaires pensent qu'elle a travaillé dans un cirque, puis comme actrice à Cuba. En 1861, elle est retournée aux États-Unis, mais a rapidement quitté sa maison au Vermont pour rendre visite à sa sœur à Washington, DC qui allait se marier. Agnès est restée dans les environs de Washington lorsqu'elle a rencontré le prince Félix de Salm-Salm, un soldat de fortune, et une relation lointaine de l'empereur François-Joseph d'Autriche-Hongrie. 
Elle montait son cheval un matin à travers la ville quand Félix l'a vue pour la première fois et il s'est assuré qu'elle était invitée à une fête à laquelle il assisterait. Bientôt Félix lui a proposé de se fiancer et ils se sont mariés le 30 août 1862, malgré l'opposition de sa famille (il était catholique et elle était protestante). 

## Guerre de Sécession
Le prince Félix occupait un poste d'adjudant de Louis Blenker dans l'armée du Potomac et se rend bientôt au front. Agnes ne souhaitant pas être séparée de Félix trop longtemps suit son mari sur le champ de bataille. Dans son camp, elle s'occupe des soldats malades et blessés, même si elle n'avait aucune connaissance préalable de la médecine. 
Pendant quatre ans, elle voyage avec les troupes à travers la Virginie déchirée par la guerre. En tant qu'épouse d'un colonel, elle a accès à des wagons et à des bagages destinés aux officiers et vole souvent des fournitures pour prendre soin des soldats. Cela déclenche une controverse que le président Abraham Lincoln a finalement réglée. En janvier 1863, les troupes reçoivent l'ordre de se rendre à Aquia Creek, en Virginie, et Agnès suit également son mari. Là, elle parie qu'elle donnerait au président Lincoln trois baisers dans les prochains jours lors de sa visite au camp, et elle réussit à le faire. 

## Mexique
Après la fin de la guerre civile américaine, Salm-Salm offre ses services à l'empereur Maximilien Ier du Mexique. Agnes et lui s'embarquent pour le Mexique en février 1866. À leur arrivée à Mexico, les troupes françaises dirigées par François Achille Bazaine sont sur le point de quitter le pays, alors que la pression diplomatique croissante des États-Unis persuade Napoléon III de conclure son entreprise mexicaine. Par conséquent, le couple s'est sciemment lancé dans une entreprise risquée, rejoignant l'armée impériale affaiblie et impopulaire. 

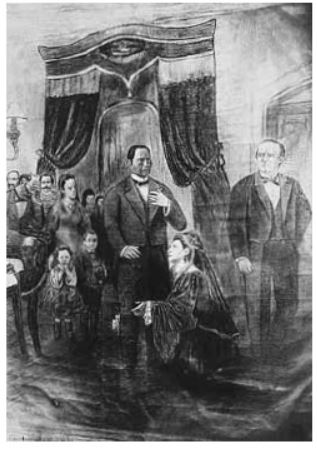
Agnès zu Salm-Salm plaide pour la vie de Maximilien (peinture de Manuel Ocaranza).

Début février 1867, les troupes républicaines soutenant le régime du président Benito Juárez forcent Maximilien à se retirer dans la ville de Querétaro et assiègent la ville par la suite. Simultanément, les renforts impériaux censés briser le siège sont eux-mêmes assiégés à Puebla par les troupes républicaines commandées par le général Porfirio Díaz et Maximilien est contraint de se rendre. Malgré les efforts de dernière minute de Félix de Salm-Salm et d'une compagnie de hussards pour le sauver, Maximilien est fait prisonnier le 15 mai et une cour martiale le condamne à mort. Agnès met en œuvre de grands efforts pour épargner la vie de Maximilien et de son mari, voyageant à plusieurs reprises de Querétaro à Mexico et à San Luis Potosí où elle a des entretiens avec le président Benito Juárez, le général Mariano Escobedo, le général Porfirio Díaz et plusieurs autres officiers éminents de l'armée républicaine. 
Agnès s'agenouille et, en pleurant, supplie le président Juárez de pardonner à l'empereur. La réponse du président est devenue célèbre dans les manuels d’histoire mexicains: « Cela me fait très mal, Madame, de vous voir ainsi à genoux ; mais même si chaque roi et reine étaient à votre place, je ne pourrais lui épargner la mort. Ce n'est pas moi qui la lui prends, c'est le peuple et la loi qui lui réclament la vie ». Juárez avait déjà reçu des télégrammes de la plupart des chefs des États européens lui demandant d'épargner Maximilien. Après le refus de Juárez, Agnes répond : « Oh, si du sang doit être versé, alors prenez ma vie, la vie d'une femme inutile ; et épargnez celle d'un homme qui peut encore faire beaucoup de bien dans un autre pays. » Juárez propose alors d'épargner la vie de son mari. La scène a été peinte par le peintre mexicain Manuel Ocaranza. 
Par la suite, elle planifie une évasion pour l'empereur et son mari. Le plan était d'amener le colonel Villanueva à escorter l'empereur à Veracruz, mais Villanueva ne pourrait y parvenir sans la coopération du colonel Palacios. Un pot-de-vin était requis. Agnes offre à chacun deux billets à ordre pour 100 000 pesos qui seraient honorés par le frère de Maximilien, l'empereur d'Autriche François- Joseph. Pendant qu'ils étaient dans son salon, Agnès révéla le plan à Palacios, qui lui avait affirmé qu'il sympathisait avec l'empereur. Palacios était sceptique et dit qu'il lui donnerait sa réponse dans la matinée. Agnès accepta, croyant qu'il allait le suivre, mais le plan d'évasion échoua et Maximilien fut exécuté le 19 juin 1867 à Santiago de Querétaro,. Félix de Salm-Salm est remis en liberté en décembre 1867 et peu de temps après, il retourne en Europe, où Agnès le rejoint, et réintègre l'armée prussienne.

## Guerre franco-prussienne
Lorsque Felix retourne en Europe pour combattre à nouveau dans l'armée prussienne, Agnes le rejoint bientôt via New York. En 1868, ils arrivent à Berlin. En raison de leurs tentatives de libérer Maximilien, le prince et sa femme sont de nouveau été acceptés à la cour. En Europe, Agnes est l'égérie de tous les cercles sociaux de la capitale ainsi qu'à Karlsruhe où elle vivait. Pendant la guerre, elle continue à voyager avec son mari et fait partie du personnel médical. Elle reçoit la Croix du mérite pour les femmes et les filles pour les secours de l'armée. 

## Dernières années

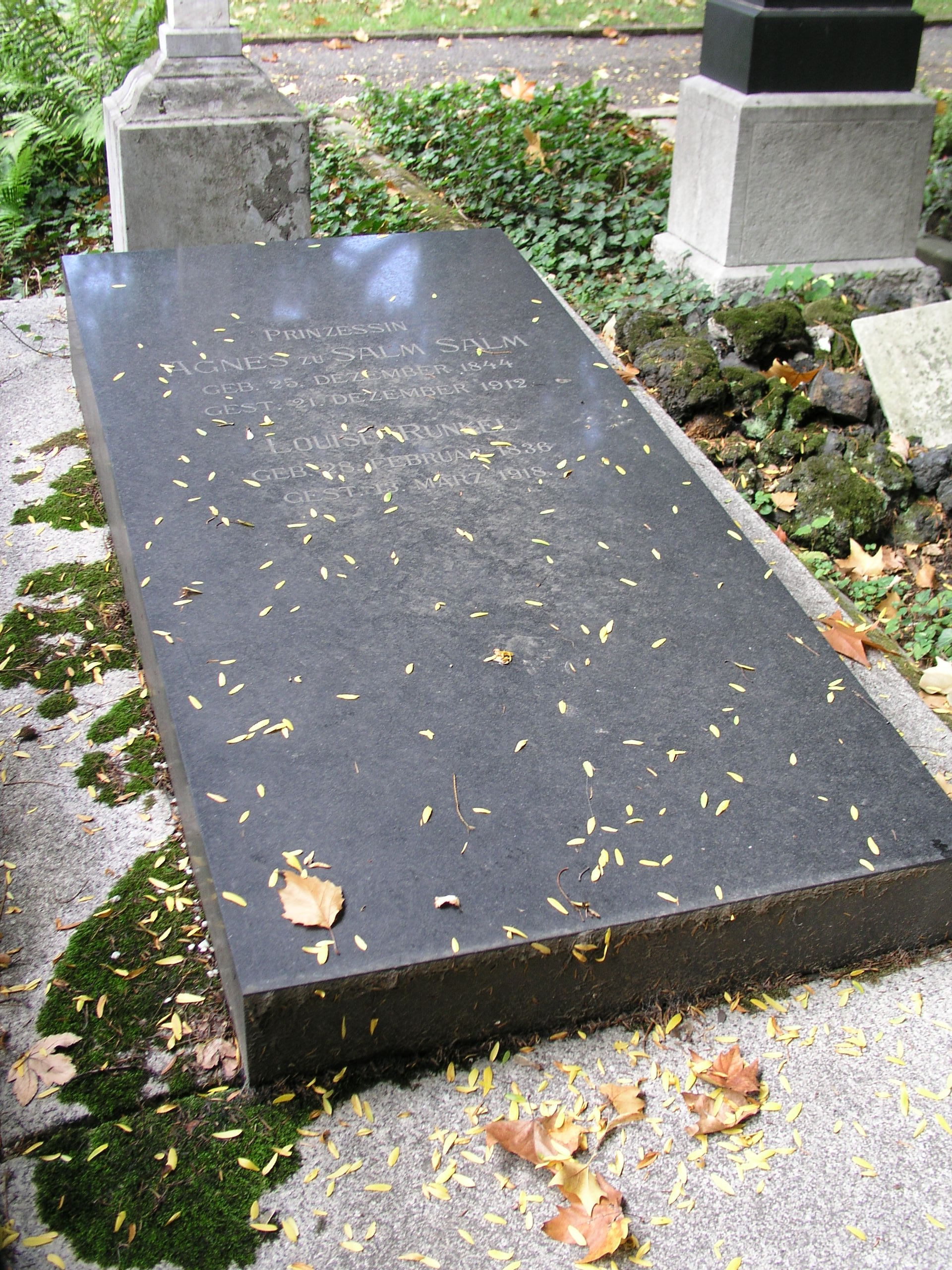
Pierre tombale de la princesse, dans l'ancien cimetière de Bonn

Le 18 août 1870, Félix de  Salm-Salm est tué au combat à Saint-Privat-la-Montagne lors de la bataille de Gravelotte. Par la suite, sa veuve reste animée par son idéal dans le monde, collectant des fonds pour les hôpitaux militaires. [réf. nécessaire]
Elle vit durant plusieurs années en Suisse et en Italie, une partie du temps avec des amis, le baron et la baronne von Stein . En 1876, elle se remarie avec le diplomate britannique Charles Heneage, mais ce mariage est dissous. Elle est revenue brièvement aux États-Unis en 1899 , mais s'est ensuite installée dans le sud de l'Allemagne. Elle a écrit un livre de souvenirs intitulé Dix ans de ma vie (2 vol. Londres: Richard Bentley and Son, 1876). Elle est morte dans son appartement à Karlsruhe, en Allemagne, le 21 décembre 1912, quatre jours avant ses 68 ans. Elle a été inhumée à l'Alter Friedhof à Bonn.